# Carolan (cráter)
Carolan es un cráter de impacto de 24,34 km de diámetro del planeta Mercurio. Debe su nombre al compositor e intérprete irlandés Turlough Carolan (1670-1738), y su nombre fue aprobado por la  Unión Astronómica Internacional en 2015